# Al Fatiha (fundacja)
Al Fatiha – fundacja działająca na rzecz osób homo-, bi- i transseksualnych wyznania muzułmańskiego. Została założona w 1998 przez Faisala Alama, Amerykanina pakistańskiego pochodzenia. Fundacja jest zarejestrowana jako organizacja non-profit w Stanach Zjednoczonych.

## Najważniejsze zadania fundacji
Działalność fundacji jest wielotorowa. Posiada ona siedem oddziałów na terenie USA, które służą głównie jako miejsca zebrań, spotkań i wsparcia dla muzułmanów LGBT. Raz w roku organizuje konferencję i rekolekcje. Al-Faitha zajmuje się ponadto wspieraniem muzułmanów różnej narodowości w uzyskiwaniu azylu USA na podstawie prześladowań na bazie orientacji seksualnej w krajach ich pochodzenia. Wspiera rodziny osób LGBT. Wydaje własne publikacje. Wraz z LGBT i gay-friendly teologami oraz wykładowcami akademickimi prezentuje alternatywną, nie potępiającą mniejszości seksualnych interpretację Koranu. Fundacja współdziała także z innymi religijnymi organizacjami zajmującymi się kwestiami związanymi z orientacją seksualną i tożsamością płciową oraz edukuje pozostałą społeczność LGBT w kwestiach związanych z Islamem.